# Франсиско де Суньига-и-Сотомайор
Франсиско де Суньига-и-Сотомайор или Франсиско де Суньига-и-Гусман (исп. Francisco de Zúñiga y Sotomayor; 1523, Севилья — 20 сентября 1591, Авила) — испанский аристократ и придворный из дома Суньига, 4-й герцог Бехар и 4-й герцог Пласенсия, гранд Испании, 5-й маркиз де Хибралеон, 6-й граф де Белалькасар и 5-й граф де Баньярес, 6-й виконт Ла Пуэбла-де-Алькосер, наследственный главный судебный пристав-судья Кастилия и первый рыцарь Королевства.

## Происхождение и семья
Родился в 1523 году в Севилье. Третий сын Терезы де Суньига и Манрике де Кастро (1502—1565), 3-й герцогини Бехар и Пласенсия, 2-й маркизы де Хибралеон и Аямонте, 4-й графини де Баньярес (1531—1565), и её мужа, Алонсо Франсиско де Суньига-Сотомайор (ок. 1498—1544), 5-го графа де Белалькасар, 5-го виконта Пуэбла-де-Алькосер (1518—1544).
Франсиско женился на Гиомар де Мендоса-и-Арагон, дочери Иньиго Лопеса де Мендосы (1493—1566), 4-го герцога дель Инфантадо, гранда Испании, и его жены Изабель де Арагон-и-Португаль. Брачные соглашения были предоставлены родителями Франсиско и Гиомар актом от 15 сентября 1544 года. Документ о приданом и залоге был предоставлен Франсиско в декабре 1565 года, после смерти его родителей. Письмом от 7 декабря 1544 года апостольский нунций дает Франсиско разрешение на женитьбу на Гиомар. У супругов в браке родилось двое детей:
- Франсиско Диего Лопес де Суньига и Сотомайор-и-Мендоса (1550 — 8 мая 1601), 5-й герцог Бехар и Пласенсия
- Тереза де Суньига-и-Мендоса (ок. 1555—1609), жена Родриго Понсе де Леона-и-Толедо (ок. 1545—1630), 3-го герцога Аркоса и 5-го маркиза Сахара.

Став вдовцом, Франсиско де Суньига-и-Сотомайор в 1566 году женился вторым браком на Брианде Сармьенто де ла Серда (+ 1601), дочери Диего Сармьенто де Вилландраде-и-ла-Серда (1500—1563), 4-го графа Салинаса (сына Диего Гомеса де Вилландраде-и-Уллоа, 3-го графа Салинас-и-Рибадео, и его жены Брианды де ла Серда и Мендоса, сеньоры Мандахона), и его жены Анны Пиментель Манрике де Лара, дочери Хуана Фернандеса Манрике де Лара, 5-го графа де Кастаньеда, 3-го маркиза Агилар-де-Кампоо, и его второй жены Бланки Пиментель де Веласко. У супругов была одна дочь:
- Ана Фелиса де Суньига-и-Сармьенто (1570—1591), вышла замуж за своего двоюродного брата Франсиско де Суньига-и-Кордова, 4-го маркиза Аямонте.

Брачные соглашения, приданое и залог брака его старшей дочери Терезы де Суньига-и-Мендоса с Родриго Понсе де Леон-и-Толедо, 3-м герцогом Аркос, были предоставлены 20 сентября 1567 года и одобрены 22 января 1568 года Франсиско де Суньига и Сотомайор и Гиомар де Мендоса и Арагон, а также 2-м герцоги Аркос Луисом Кристобалем Понсе де Леон и Марией де Толедо-и-Фигероа, родителями договаривающихся сторон.

## На службе у короля Филиппа II
Франсиско де Суньига-и-Сотомайор сообщает королю Испании Филиппу II письмом от 5 января 1570 года о нескольких переписях населения, что в его владениях взимаются налоги для покрытия расходов на дни и услуги, оказанные короне Кастилии во время его поездки в Геную (Италия). Причиной поездки было помочь разрешить кризис, вызванный в Милане, который обострился с нападением на епископа Сан-Карлоса де Борромео. Герцог Франциско сформировал со своими дядями Гаспаром де Суньига-и-Авельянеда, архиепископом Севильи, кардиналом Испании, и Франциско де Суньига-и-Авельянеда, 4-м графом Миранды, свиту, которой король Филипп II поручил встретить в Сантандере принцессу Анну Австрийскую, будущую четверную жену Филиппа II, 3 октября 1570 года. Они сопровождали её в поездке через Бургос, Вальядолид в Сеговию и участвовали в свадьбе, отпразднованной в соборе Сеговии архиепископом Севильи 12 ноября 1570 года. Королевским постановлением от 31 декабря 1571 года Филипп II уполномочивает герцога Франциско проводить переписи, которые он наложил на свой майорат, по случаю сопровождения королевы Анны.
Король Филипп II информирует его в письмах, написанных в 1576—1591 годах, о вопросах, связанных с защитой португальского Алгарви. Оборона была возложена на герцога Франциско из-за опасности атак англичан в этом районе. Герцогу Франсиско было поручено после смерти короля Португалии Себастьяна I разобраться с марокканским султаном Абу Марваном Абд аль-Маликом, победителем Битва при Эль-Ксар-эль-Кебире в Северной Африке, сражавшейся 4 августа 1578 года против короля Себастьян, погибшего в этом сражении, чтобы предложить дружбу Испании, также предлагает милость короля Филиппа II португальским рыцарям и пытается спасти португальского посла и его свиту во власти мавританского короля.
Он мобилизовал с помощью набранных им рекрутов вооруженных людей в Эстремадуре и с помощью своего двоюродного брата Гаспара де Суньиги-и-Асеведо, 5-го графа Монтеррея, а также других сеньоров из пограничных районов, они основали в июне 1580 года настоящую блокаду границы Португалии.
Герцог Франсиско занял со своими войсками места близ своих владений в Кастилии и Эстремадуре на смотре испанских армий на лугу Кантильяна, близ Бадахоса, на границе с Португалией, которую король Филипп II провел 13 июня 1580 года до её входа в Португалию. Королевской армией командовал Фернандо Альварес де Толедо, 3-й герцог Альба-де-Тормес.
8 апреля 1585 года герцог Франсиско подал иск о присягу на верность принцу Филиппу (будущему королю Испании Филиппу III) по просьбе короля Филиппа II, согласно письму, фигурирующему в показаниях от 17 июня 1585 года.
24 сентября 1589 года в качестве генерала Алгарви в Португалии он провел смотр и военный парад рыцарей, аркебузиров, копейщиков и солдат в Вильянуэва-де-лос-Кастильехос, Уэльва.
После смерти своей матери в 1565 году он унаследовал её титулы и состояния, поскольку два его старших брата Мануэль и Алонсо умерли раньше, не оставив наследства. После наследования материнского майората он стал носить имя — Франсиско Лопес де Суньига-и-Сотомайор. Он перестроил со своей первой женой, герцогиней Гиомар, замок Бехар и построил прекрасный дворец Лес в Бехаре, а также великолепный Сад Боске, памятники большой культурной ценности. Актом от 13 октября 1567 года были заключены брачные соглашения между герцогом Франсиско и Родриго Понсе де Леон-и-Толедо, 3-м герцогом Аркос и 5-м маркизом Сахара, о браке Родриго с Терезой де Суньига-и-Мендоса, дочерью герцога Франциска.
Герцог Франсиско составил завещание в Бехаре 12 июня 1588 года. После его смерти его завещание было вскрыто мэром Авилы 25 сентября 1591 года. Его вторая жена, герцогиня Брианда, составила завещание в Мадриде 23 ноября 1591 года.